# Долар Тринидада и Тобага
Долар Тринидада и Тобага (енглески: Trinidad and Tobago dollar) је званична валута на Тринидаду и Тобагу. Међународни код је TTD. Симбол за долар је TT$. Издаје га Централна банка Тринидада и Тобага. У 2009. години инфлација је износила 1,5%. Један долар састоји се од 100 цента.
Претходиле су му валуте долар тринидада и долар тобага. Данас му је вредност везана за амерички долар.
У оптицају су апоени од 1, 5, 10, 20 и 100 долара као и кованице од 1, 5, 10, 25 и 50 центи.